# Jaroslav Přeček
Jaroslav Přeček (* 21. července 1940 Frýdek-Místek) je český právník, podnikatel a bývalý fotbalový brankář a funkcionář. Od března 2012 do začátku dubna 2013 byl majitelem fotbalového klubu FC Zbrojovka Brno.

## Hráčská kariéra
V nejvyšší soutěži působil v dresu Spartaku KPS Brno a TŽ Třinec, s oběma oddíly také z I. ligy sestoupil. Své jediné čisté konto v I. lize vychytal v neděli 19. dubna 1964 v Praze na škvárovém hřišti Tatry Smíchov, kde se hrálo prvoligové utkání mezi Spartakem Praha Motorlet a Třincem, které hosté vyhráli 1:0.
V nižších soutěžích nastupoval také za Válcovny plechu Frýdek-Místek, VŽKG Ostrava a během základní vojenské služby za jihlavskou Rudou hvězdu.

### Evropské poháry
S Královopolskou si na podzim 1961 zahrál 1. kolo Veletržního poháru. První zápas doma odchytal celý (remíza 2:2), v odvetném utkání střídal po 2 inkasované brance Oldřicha Sovu (prohra 4:1).

### Prvoligová bilance
| Ročník             | Zápasy | Góly | Minuty | Nuly | Klub                |
| ------------------ | ------ | ---- | ------ | ---- | ------------------- |
| I. liga 1961/62    | 9      | 0    | 696    | 0    | TJ Spartak KPS Brno |
| I. liga 1963/64    | 4      | 0    | 158    | 1    | TJ TŽ Třinec        |
| CELKEM I. ČS. LIGA | 13     | 0    | 854    | 1    |                     |

## Funkcionářská kariéra
Jako manažer začal pracovat v klubu TJ VP (Válcovny plechu) Frýdek-Místek, který pomohl dovést z I. A třídy Severomoravského kraje až do nejvyšší soutěže v ročníku 1976/77. Dále působil v Baníku Ostrava a ve Slavii Praha. S Josefem Bicanem založil Nadaci fotbalových internacionálů. Od března 2012 do začátku dubna 2013 byl majitelem fotbalového klubu FC Zbrojovka Brno.